# Санан
Санан  — село та муніципалітет в Іспанії, у складі Комарка Конка-де-Барбера, у провінції Таррагона в Каталонії. На 2011 рік його населення становило 55 осіб. Він є частиною географічного регіону Гаррігес, але в комаркальному перегляді 1936 року був включений до Конка-де-Барбера. Село згадується в документах ще в 1139 році. Економічна діяльність полягає в сільському господарстві, переважно незрошуваному ячмені, оливках, мигдалі та виноградній лозі.